# 大権修利菩薩
大権修利菩薩（だいげんしゅりぼさつ）は、禅宗、特に曹洞宗寺院で尊重され祀られる尊格である。伽藍神の1つとされる。したがって、大権修利は菩薩という尊号にはなっているものの、護法善神の一尊と見る向きもある。

## 概要
大権は「だいごん」とも読み、大権菩薩と略称される。なお、修利を修理と書かれる場合もあるが、本来これは誤りとされる。多くの像容は右手を額にあてて遠くを見る姿勢で表現され、身体には唐時代の帝王の服装をまとっている。
もと唐の阿育王山の鎮守であった。阿育王山は東海に臨み海を渡る人々が、毎度山を望んで航海の安全を祈ったというが、その右手をもって額にかざすのは遥かにその船を望んでこれを保護する意があった。
『西遊記』の古い形を残す元曲雑劇である、楊景賢の『西遊記雑劇』（雜劇·楊景賢·西遊記·第六本）では、伽藍を守護する役割として知られる華光神と韋駄天と共に、この大権修利菩薩が登場する。
一説に、1277年に道元が唐より帰国する際、姿を潜（ひそ）めて随って日本に来朝して法を護ると誓った招宝七郎と一体であると伝えられる。この招宝七郎の名は『水滸伝』第77回にも出てくる。
『育王録』に「僧問。大権菩薩因甚以手加頞。師云。行船全在樞梢人」とあることから、曹洞宗の寺院が招宝七郎と称して山門守護の神とするものをこれを同体、あるいは本地垂迹と見たてて、招宝七郎大権修理菩薩として祀る。しかし、その出所があまり明らかでない。
この点について、臨済宗の無著道忠は、修利を修理とするのは間違いと指摘した上で「伝説では大権修利はインドの阿育王の郎子であり、阿育王の建てた舎利塔を守るものと言われ、その神力によって中国明州の招宝山に来たりて、手を額にかざし四百州を回望する、また阿育王寺でこれを祀り土地神とした。各寺院がこれに倣ってこの尊神を祀ることになった」と述べている。さらに、招宝七郎とは道元和尚が帰国する際に、白蛇に化けて随伴し来たった護法善神で、陶弘景のことを指すのではないか、
と可考した上で、大権修利と同体であると言う者も多いが疑わしい、と疑義を呈している。
また織田得能も、無著の説を引き継ぎ、自身が編集した織田仏教辞典で、大権修利と招宝七郎を一体とすることは、たやすく信じるべきではなく、招宝とは寧波府定海縣にある山の名称である、と記述している。

## 注
1. ↑  “雜劇·楊景賢·西遊記·第六本” (中国語（繁体字）). 2010年5月15日閲覧。